# Łucznictwo na Letnich Igrzyskach Olimpijskich 1900 – au cordon doré (33 m)
Au cordon doré (33 m) było jedną z sześciu konkurencji łuczniczych na Letnich Igrzyskach Olimpijskich 1900. Eliminacje do zawodów rozegrane zostały 27 maja, natomiast finał 14 sierpnia w Lasku Vincennes w Paryżu.
Eliminacjami były zawody klubowe, które miały formę otwartą, z tego względu wzięło w nich udział bardzo wielu łuczników. Do finału klasyfikowało się ośmiu najlepszych.
Mistrzem olimpijskim został Belg Hubert Van Innis, medale srebrny i brązowy zdobyli Francuzi Victor Thibault i Frédèric Petit. Pozostali zawodnicy są nieznani.

## Wyniki

### Eliminacje
Wyniki eliminacji są nieznane.

### Finał
| Poz.   | Zawodnik           |
| ------ | ------------------ |
| złoto  | Hubert Van Innis   |
| srebro | Victor Thibault    |
| brąz   | Frédèric Petit     |
| 4-8    | nieznani zawodnicy |

Wyniki poszczególnych zawodników są nieznane.